# Gallabat
Gallabat (àrab: القلابات, al-Qallābāt, pronunciat localment al-Gallābāt) és una població del Sudan, a l'estat d'al-Qadarif a la frontera amb Etiòpia; pel costat etíop té la població de Metemma.

## Història
Fou fundada al segle xviii com a colònia takruri de Darfur, com a estació de pelegrins cap a la Meca, amb permís del negus. Estava en la ruta comercial entre Sennar i Gondar a uns 150 km a l'est, a la regió anomenada Ras al-Fil, i per això va créixer amb rapidesa i va esdevenir un centre comercial. L'explorador James Bruce (que l'anomena Hor-Cacamoot) va estar dos mesos a la població el 1772, recuperant-se de la disenteria que patia i que va superar per les herbes locals. La població fou regida per xeics takruris, sent el més conegut Xeic Miri, el més cèlebre dels xeics de frontera; aquest xeic es va aliar amb Ismail Pasha d'Egipte, el fill de Muhammad Ali Pasha i el 1821 va conquerir el soldanat de Sennar i es va proclamar sobirà independent d'Etiòpia; va acompanyar als egipci-otomans en el seu raid a Gondar però al retorn fou atacat pel comandant de la frontera etíop, el dejazmach Kinfu, que els va parar una emboscada, i va estar a punt de morir; el 1838 el negus Tewodros II va prendre revenja pel raid atacant Gallabat i el Xeic Miri i molts takruris van resultar morts.
Una guarnició egípcia es va establir a Gallabat el 1870. El 1886 fou atacada per Abdullahi, el successor del mahdi Muhammad Ahmad, i fou saquejada. Els mahdistes la van utilitzar com a base pel seu atac a Gondar dins d'Abissínia. A la primavera del 1889 els etíops van contraatacar manats pel mateix negus Yohannes IV atacant als dervixos prop de Gallabat en la batalla coneguda per aquest nom. Yohannes IV va triomfar al principi, però una bala perduda va matar a l'emperador i el seu exèrcit es va desbandar amb lo que l'atac va fracassar. El 1899 els mahdistes foren derrotats decisivament pels britànics i egipcis a Karari prop d'Omdurman el 2 de setembre de 1998 i finalment a la batalla d'Umm Diwaykarat el 24 de novembre de 1899 en la que Abdallahi va morir i el govern mahdista es va acabar. Gallabat va quedar inclosa dins el Sudan Anglo-egipci (1899) i hi va restar fins al 1956 excepte el 1940 quan fou una de les posicions ocupades pels italians en la seva efímera invasió del Sudan, junt amb Karora (prop de la costa de la mar Roja), Kassala i Kurmak (4 de juliol de 1940), poblacions totes de la frontera sudanesa amb Eritrea i Abissínia (Africa Oriental Italiana). La guarnició britànica manada per Wilfred Thesiger es va retirar al Khor al-Utrub. El novembre el general britànic William Slim va atacar la ciutat però la moral del Regiment d'Essex era baixa i van fracassar a Metemma.
Va formar part de la província/regió de Kassala fins a 1974, quan es va formar l'estat d'al-Gadarif.